# Joseph Edmond Marcile
Joseph Edmond Marcile (Contrecoeur, 22 oktober 1854 - 5 november 1925) was een Canadees politicus.
Marcile ging naar de Acton Vale Model School. Later werd hij gemeenteraadslid en burgemeester van Acton Vale. Hij werd de eerste keer verkozen voor het Lagerhuis van Canada in 1898 voor het kiesdistrict Bagot. Hiermee volgde hij Flavien Dupont op nadat die eerder dat jaar overleed. Marcile was lid van de Liberal Party of Canada, de liberale partij. Hij werd zeven keer op rij herkozen en diende bijna 27 jaar in het Lagerhuis, tot hij op kantoor overleed in 1925.

## Referentie
- Parliament of Canada